# Acerenza
Acerenza (en acheruntino, Acërènzë [aʧə’rɛndzə]) est une commune italienne d'environ 2 600 habitants, située dans la province de Potenza, dans la région de la Basilicate en Italie méridionale.

## Géographie
Située sur un monticule d’une hauteur de 833 m, Acerenza domine la vallée du Bradano. Elle fait partie de I Borghi più belli d'Italia.

## Monuments et patrimoine
- Cathédrale d'Acerenza

## Administration
| Période                                  | Période | Identité | Étiquette | Qualité |
| ---------------------------------------- | ------- | -------- | --------- | ------- |
|                                          |         |          |           |         |
| Les données manquantes sont à compléter. |         |          |           |         |

### Communes limitrophes
Cancellara, Forenza, Genzano di Lucania, Oppido Lucano, Palazzo San Gervasio, Pietragalla

## Évènements
- février 2009 :  Un tableau qui pourrait être un portrait de Léonard de Vinci (1452-1519) a été découvert dans le bourg.  On y voit un homme au nez aquilin, yeux bleus et longue barbe blanche, coiffé d'un chapeau à plume. La toile a été retrouvée par hasard par Nicola Barbatelli, historien spécialiste du Moyen Âge, alors qu'il effectuait des recherches dans les archives d'une riche famille italienne.